# Cantón Tiro Seguro
Cantón Tiro Seguro är en ort i Mexiko.   Den ligger i kommunen Tapachula och delstaten Chiapas, i den sydöstra delen av landet, 900 km sydost om huvudstaden Mexico City. Cantón Tiro Seguro ligger 538 meter över havet och antalet invånare är 389.
Terrängen runt Cantón Tiro Seguro är kuperad åt sydväst, men åt nordost är den bergig. Runt Cantón Tiro Seguro är det ganska tätbefolkat, med 207 invånare per kvadratkilometer. Närmaste större samhälle är Huixtla, 12,3 km väster om Cantón Tiro Seguro. I omgivningarna runt Cantón Tiro Seguro växer i huvudsak städsegrön lövskog.